# اقبالیه شماره یک
اقبالیه شماره ۱ روستایی در دهستان سفیددشت بخش مرکزی شهرستان آران و بیدگل استان اصفهان ایران است.

## جمعیت
بر پایه سرشماری عمومی نفوس و مسکن در سال ۱۳۹۵ این روستا بدون جمعیت بوده‌است.